# Vuarmarens
Vuarmarens är en ort i kommunen Ursy i kantonen Fribourg, Schweiz. Vuarmarens var tidigare en egen kommun, men den 1 januari 2012 inkorporerades den i kommunen Ursy. I kommunen låg även byarna Esmonts, inkorporerad 2006 och Morlens, inkorporerad 1991.